# Ozuna
Juan Carlos Ozuna Rosado (San Juan, 13 de março de 1992), mais conhecido como Ozuna, é um cantor e compositor porto-riquenho de reggaeton.

## Biografia
Juan Carlos Ozuna Rosado é filho de pai dominicanos e mãe porto-riquenha. Seu pai foi dançarino do cantor Vico C durante três anos. Quando Ozuna tinha três anos, o pai morreu de tiro. Uma vez que sua mãe não podia apoiá-lo, por problemas econômicos, ele viveu grande parte de sua vida com sua avó. Quando criança, ele a ajudou no seu negócio de acessórios para cabelos em Río Piedras. Desde tenra idade, ele era apaixonado pelo gênero urbano e, aos doze anos, começou a compor músicas. Em 2010, mudou-se para Nova York, onde morou com parentes em Washington Heights por três anos, em busca de oportunidades na indústria da música. Durante sua estadia, ele comentou que "a vida [estava] indo muito rápido lá, muito rápido, mais rápido do que eu, e acho que ninguém [podia] ir mais rápido do que eu". Ao retornar a Porto Rico, ele se concentrou intensamente na música.
Desde o início de sua carreira, ele vendeu cerca de 15 milhões de discos, tornando-se um dos artistas da música latino-americana mais vendidos de todos os tempos. Em 1 de fevereiro de 2019, Ozuna teve o maior número de vídeos de um bilhão de visualizações no YouTube entre qualquer artista. Já ganhou dois Latin Grammy Awards, cinco Billboard Music Awards, doze Billboard Latin Music Awards, quatro Guinness World Records, entre outros prêmios.

## Discografia
- Odisea (2017)
- Aura (2018)
- Nibiru (2019)
- ENOC (2020)